# Poa aequatoriensis
Poa aequatoriensis är en gräsart som beskrevs av Eduard Hackel. Poa aequatoriensis ingår i släktet gröen, och familjen gräs. Inga underarter finns listade i Catalogue of Life.